# Rodolphe Töpffer
Rodolphe Töpffer (Genf, 1799. január 31. – Genf, 1846. június 8.) svájci grafikus, az európai képregény egyik feltalálója.

## Élete
Szülei Németországból menekültek Svájcba, édesapja Wolfgang Adam Töppfer ismert festő és karikaturista volt. Fia, szembetegsége miatt festészetet nem tanulhatott ezért kezdetben nem képzőművészeti területeken tevékenykedett. Rövid történeteket írt "La Bibliothèque de Mon Oncle" (1832) "Nouvellas Genovisies" (1836), útirajzokat "Voyages en Zig-zag" (1842) majd Párizsban tanárnak tanult. Svájcban több iskolában is tanított majd Genfi Akadémia szépirodalmi tagozatán a retorika kinevezett professzora lett. 1825-ben bentlakásos fiúiskolát alapított.
Közben már gyakorolgatta a tollrajzot 1827-ben elkészült első képsorozata William Hogarth hatása alatt. A Divatos Házasságról írta, hogy felér két Richardson regénnyel. A kiadás előtt megkereste Goethét. A német költőfejedelem ízlésének kissé szabados volt Töppfer stílusa, de az új kifejezési formának csodás eredményt előlegezett. Igaza lett, a "Les Amours de M. Vieuxbois" még a szerző életében megjelent az Egyesült Államokban Obadiah Oldbuck címmel. Élete vége felé két esszékötete jelent meg az"Essais d'Autographie"-ban alkotói módszeréről írt (1842) a még híresebb "Essais de Physiognomonie"-ban (1845) pedig megadta a képregény első meghatározását és a jövőbeli lehetőségeit vizsgálta.

## Művei
- Histoire de M. Jabot (1831 első megjelenés 1833)
- Monsieur Crépin (1837)
- Les Amours de M. Vieuxbois (1827, első megjelenés 1837)
- Monsieur Pencil (1831, első megjelenés 1840)
- Le Docteur Festus (1831, első megjelenés 1846)
- Histoire d'Albert (1845)
- Histoire de Monsieur Cryptogramme (1845)
- Histoires en Estampes (1846, befejezetlen munkái posztumusz)

## Munkássága
Bár vannak, akik mai napig számon kérik a modern képregény néhány ismertetőjegyének a hiányát – elsősorban a szóbuborékot –, több képregényre jellemző módszertő alkalmazott először Európában. Ő volt az első, aki képeihez szöveget is írt, kétsoros verseket. A mozgás fázisait szintén ő ábrázolta először, az őt inspiráló alkotók például Hogarth egy egész jelenet legjellegzetesebb pillanatát mutatta. A két kép elválasztó vonal kezdetlegesen szintén feltűnik nála például a Monsieur Cryptogramme-ban.
Képregényei humorosak és általában egy-egy viselkedési szokást, modort karikíroznak ki. M. Jabot úr a ruhájára és a társaságbeli modorra kényes úri fiúk paródiája. Dr. Festus a Faust humoros változata: a főhős ugyanúgy állandóan tanulni akar, de különböző balesetek miatt soha nem lát meg semmit. Viex Bois úr a szerelmét keresi a legváltozatosabb helyeken, míg végül otthon találja meg és rögtön feleségül is veszi. Monsiuer Pencilben és Monsieur Crypiogramme alakjában Töppfer saját magát rajzolta meg.
Esszékötetiből különösen az "Essais de Physiognomonie"-ből ma is gyakran idéznek. Itt határozta meg, hogy a képregény képek sorozatából álló történet, szemben az irodalommal, ami szavakból, mondatokból építkezik. Felismerte, hogy az irodalomnál is nagyobb hatása lehet:" „Mert attól eltekintve, hogy sokkal több ember tud látni, mint olvasni, a képirodalom különösen a gyerekekhez, a tömegekhez szól, a publikumnak ahhoz a részéhez, amelyet nagyon könnyű megrontani, és amelyet bizony kívánatos lenne fölemelni. A képirodalom kettős előnyével, – sokkal tömörebb és viszonylag sokkal világosabb, ha különben azonosak a feltételek – ki kell, hogy szorítsa az írásos irodalmat, minthogy sokkal életszerűbben, nagyobb számú gondolkodó lényhez fordul. Aki a képirodalom közvetlen módszerét használja, minden versenyben fölényben van azokkal szemben, akik fejezetekben beszélnek.”

## Utóélete
Töppfer életében több magazinban jelent meg, munkáinak több fordítása már halála után készült el. A 19. század végén már olvasható volt dánul, norvégül, hollandul, svédül és angolul is. Ez a siker bátorította fel a képregényrajzolásra Wilhelm Buscht, Gustave Dorét, Nadart és más század közepén alkotó művészeket. A 20. században Alfred Jarry és Jean Cocteau a legismertebb rajongói. 1921-ben Robert Lortac rajzfilmet készített a Les Amours de M. Vieuxbois-ből. Genfben pedig szobrot emeltek a tiszteletére.